# Yaozhuang (sockenhuvudort i Kina, Henan Sheng, lat 33,88, long 113,27)
Yaozhuang är en sockenhuvudort i Kina. Den ligger i provinsen Henan, i den centrala delen av landet, omkring 100 kilometer söder om provinshuvudstaden Zhengzhou. Antalet invånare är 7 264. Befolkningen består av 3 491 kvinnor och 3 773 män. Barn under 15 år utgör 22,0 %, vuxna 15-64 år 68 %, och äldre över 65 år 9,0 %.
Runt Yaozhuang är det mycket tätbefolkat, med 2 181 invånare per kvadratkilometer. Närmaste större samhälle är Pingdingshan, 15,5 km söder om Yaozhuang. Trakten runt Yaozhuang består till största delen av jordbruksmark.
Genomsnittlig årsnederbörd är 819 millimeter. Den regnigaste månaden är september, med i genomsnitt 157 mm nederbörd, och den torraste är januari, med 5 mm nederbörd.